# Sedasta
Sedasta là một chi nhện trong họ Araneidae.